# Enolanan
Enolanan is een bestuurslaag in het regentschap Kupang van de provincie Oost-Nusa Tenggara, Indonesië. Enolanan telt 1117 inwoners (volkstelling 2010).